# ミルクリーク郡区 (ペンシルベニア州エリー郡)
ミルクリーク郡区（英: Millcreek Township）は、アメリカ合衆国ペンシルベニア州北西部のエリー郡のタウンシップ（郡区）である。タウンシップとしては1729年に法人化された。2010年の国勢調査での人口は53,515人だった。人口約10万人のエリー市の郊外では最大の郊外地であり、州内でも第14位の自治体である。州都ハリスバーグ市やアルトゥーナ市よりも人口は多い。
ミルクリーク・タウンシップにはショッピングセンターのミルクリーク・モールがあり、繁華なピーチ通りの部分（アメリカ国道19号線）、プレスクアイル州立公園への入口もある他、ウォルダミア公園など多くの見どころもある。またエリー大都市圏の用に供するエリー国際空港もある。

## 歴史
紀元前3700年には既に、現在ミルクリーク・タウンシップとなっている所にインディアンが住んでいた証拠がある。タウンシップ内にあるサマーハイム公園にはサマーハイム公園考古学遺跡地区があり、古代やウッドランド時代の人工物が見つかっている。
エリー・トライアングルと呼ばれる地域で最初期に入植された町であるミルクリークは、エリー郡に当初できた16のタウンシップの1つだった。エリー市の湖水に面した開拓地から家族連れが移り住むようになり、フェデラルヒル、カーサージ、マービンタウン、ワイゲルビルなどの小集落を形成し始め、それらが全てミルクリーク・タウンシップの部分になった。エリーの町が先ずボロ、続いて市と大きくなるに連れて、ミルクリーク・タウンシップの中の地区を次々に併合していった。
東西方向の道路が引かれた後、ほぼ1マイル (1.6 km) かそこらの間隔で酒場が出来始めた。1805年にミルクリークを抜けて通されたリッジ道路（アメリカ国道20号線）沿いにあるニコルソンの酒場は、今も残る数少なくなった酒場の名残である。1836年にイサベラ・ニコルソンとその息子によって建設され、現在もニコルソン家が所有し、アメリカ合衆国国家歴史登録財に指定されている。プレスクアイル灯台、サマーハイム公園考古学遺跡地区も国家歴史登録財に指定されている。
弓状の砂州半島であるプレスクアイルがミルクリーク西部の本土に繋っている。米英戦争のとき、オリバー・ハザード・ペリーがその艦隊を指揮し、艦船9隻のうち6隻を建設する港としてこの半島の湾を戦略的に利用した。1921年、このプレスクアイルが州立公園に指定され、アメリカ合衆国国立公園局から国定自然史跡に指定された。今日の公園は150種以上の種が観測される鳥の生息域となっている。
プレスクアイルへの入口の西にはホプキンス・グローブと呼ばれる深い森がある。エリー・エレクトリック・モーター社が1896年にこの森を買収し、アミューズメントパークとしての開発を目指した。今日あるウォルダミアは国内でも最古クラスのアミューズメントパークとなっている。

## 地理
アメリカ合衆国国勢調査局に拠れば、領域全面積は29.5平方マイル (76.4 km2)であり、このうち陸地29.5平方マイル (76.4 km2)、水域率は0.03%である。面積でエリー郡では2番目に大きな自治体である。
ミルクリーク・タウンシップの土地用途は、小売業、商業、サービス志向の事業、軽工業、公共用途、私立学校、住宅地区に分けられる。土地の約1%は現在も農業に使われている。領域内にポレコ・イクステンション・センター、ザック公園、エリー・ゴルフコース、アズベリー森自然センターとレクリエーション・センターがある。

## 人口動態
以下は2000年の国勢調査による人口統計データである。
| 基礎データ - 人口: 52,129 人 - 世帯数: 21,217 世帯 - 家族数: 14,088 家族 - 人口密度: 682.7人/km2（1,768.5 人/mi2） - 住居数: 22,369 軒 - 住居密度: 293.0軒/km2（758.9軒/mi2） 人種別人口構成 - 白人: 96.55% - アフリカン・アメリカン: 1.09% - ネイティブ・アメリカン: 0.09% - アジア人: 1.34% - 太平洋諸島系: 0.01% - その他の人種: 0.30% - 混血: 0.62% - ヒスパニック・ラテン系: 0.99% | 年齢別人口構成 - 18歳未満: 24.1% - 18-24歳: 7.2% - 25-44歳: 27.4% - 45-64歳: 25.2% - 65歳以上: 16.1% - 年齢の中央値: 40歳 - 性比（女性100人あたり男性の人口） - 総人口: 93.2 - 18歳以上: 89.6 世帯と家族（対世帯数） - 18歳未満の子供がいる: 30.2% - 結婚・同居している夫婦: 55.0% - 未婚・離婚・死別女性が世帯主: 8.4% - 非家族世帯: 33.6% - 単身世帯: 29.0% - 65歳以上の老人1人暮らし: 11.7% - 平均構成人数 - 世帯: 2.42人 - 家族: 3.01人 | 収入と家計 - 収入の中央値 - 世帯: 45,019米ドル - 家族: 56,341米ドル - 性別 - 男性: 41,868米ドル - 女性: 26,610米ドル - 人口1人あたり収入: 24,279米ドル - 貧困線以下 - 対人口: 5.8% - 対家族数: 3.9% - 18歳未満: 7.0% - 65歳以上: 4.8% |

## 教育
ミルクリーク・タウンシップの公共教育を受ける児童生徒はミルクリーク・タウンシップ教育学区の学校に通っている。